# (2017) Wesson
(2017) Wesson (A903 SC) – planetoida z grupy pasa głównego asteroid okrążająca Słońce w ciągu 3,38 lat w średniej odległości 2,25 au. Odkryta 20 września 1903 roku.